# Kirche Mittelherwigsdorf

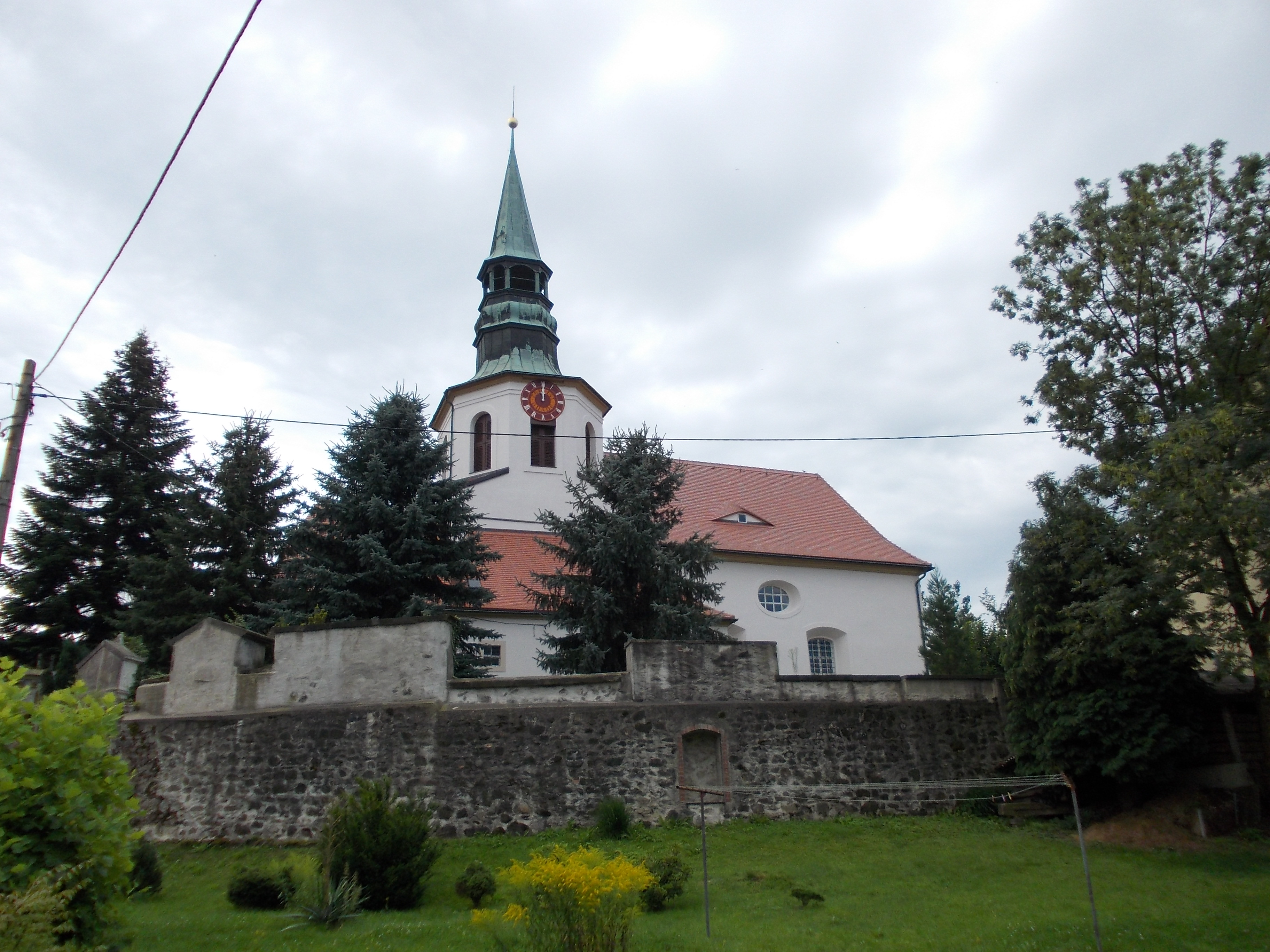
Kirche Mittelherwigsdorf

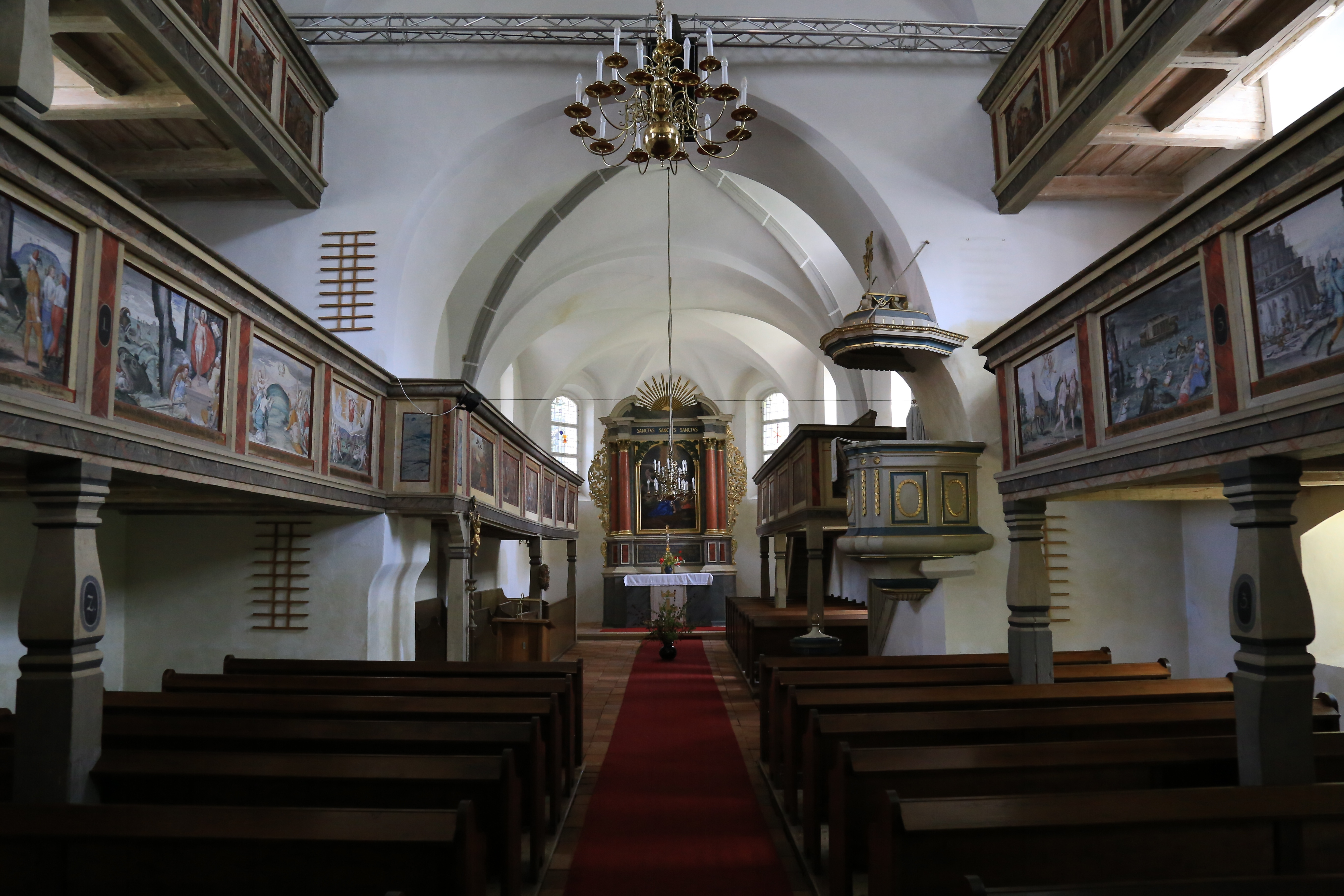
Innenansicht

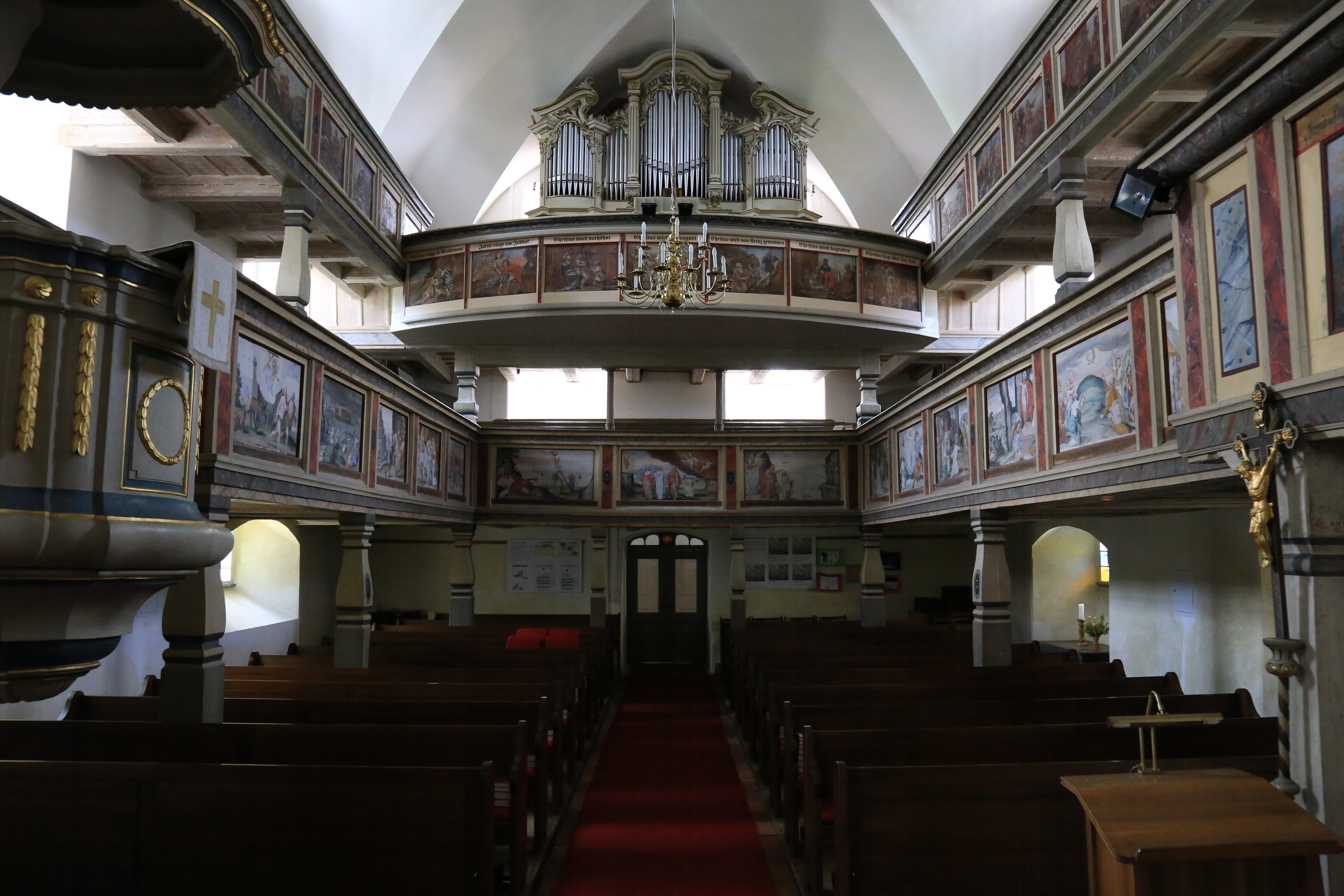
Blick zur Orgel

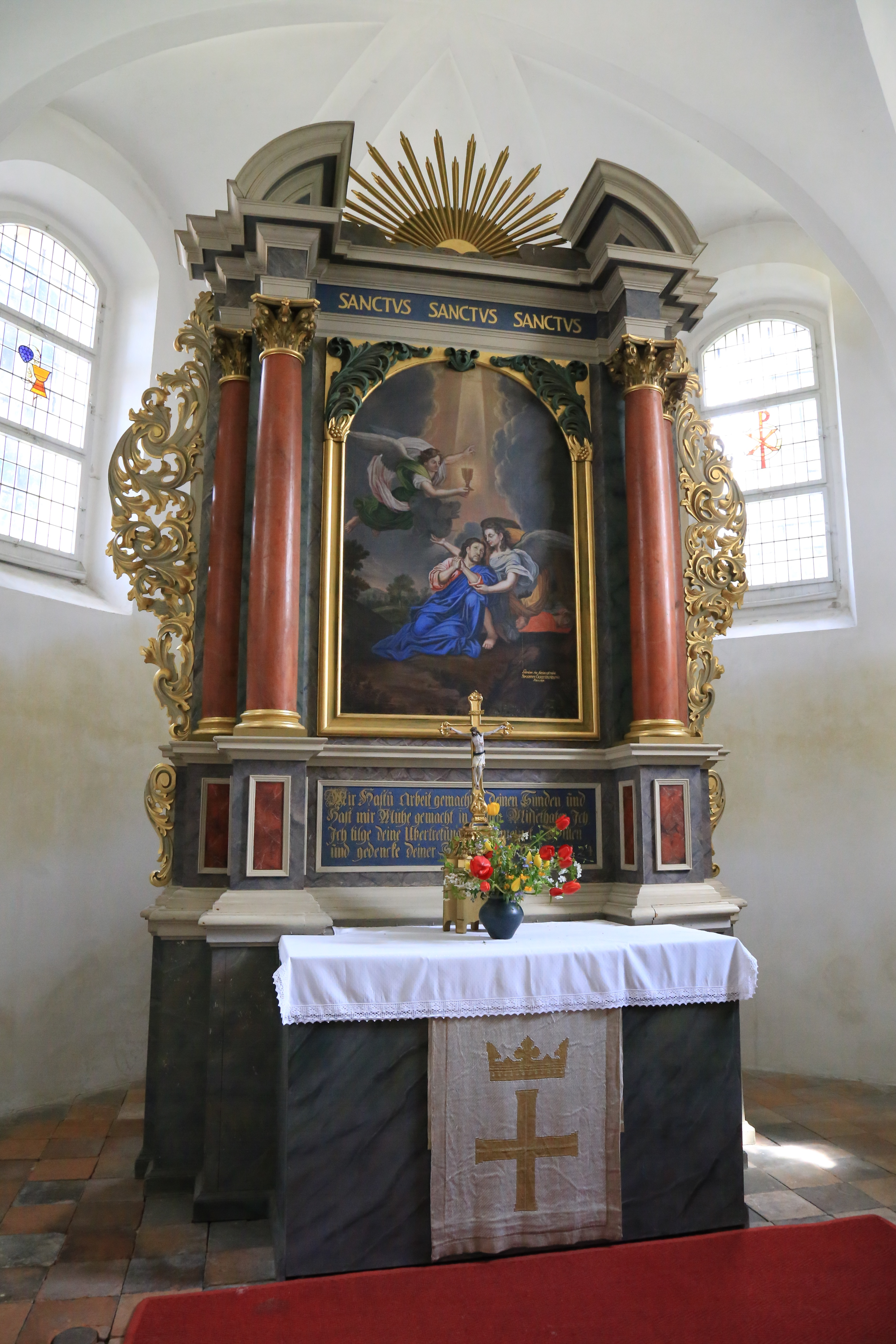
Altar

Die evangelische Kirche Mittelherwigsdorf ist eine im Kern romanische, mehrfach umgebaute Saalkirche in Mittelherwigsdorf im Landkreis Görlitz in Sachsen. Sie gehört zur Kirchengemeinde Oderwitz-Mittelherwigsdorf im Kirchenbezirk Löbau-Zittau der Evangelisch-Lutherischen Landeskirche Sachsens.

## Geschichte und Architektur
Die Kirche ist eine der ältesten erhaltenen Pfarrkirchen der Oberlausitz. Die vermutlich aus dem 13. Jahrhundert stammende Kirche wurde gegen Ende des 17. und des 18. Jahrhunderts mehrfach umgebaut, dabei wurden von 1692 bis 1702 ein Gewölbe eingebaut, das kurz vor dem Chor liegende Schiff errichtet und der Turm aufgestockt. Die nördliche und die westliche Vorhalle wurden im Jahr 1884 erbaut.
Der durch Um- und Anbauten unregelmäßige Baukörper endet in einem Fünfachtel-Chorschluss. Der Chorturm ist bis zum Satteldach vier-, darüber achteckig ausgebildet und wird durch ein Zeltdach abgeschlossen. Im Inneren ist das Bauwerk durch ein dreijochiges Kreuzgratgewölbe geschlossen. Das Gewölbe unter dem Turm mit spätgotischem Rippenprofil stammt vermutlich aus dem 15. Jahrhundert, diejenigen des Schiffes und des eingezogenen Chores aus der Zeit um 1700. Das Fresko mit der Darstellung der Dreifaltigkeit stammt aus dem Jahr 1724. An den Seiten und im Chor sind zweigeschossige Holzemporen eingebaut, die im Jahr 1884 überdeckten, 1994 wieder freigelegten Bilder wurden von Nikolaus Prescher im Jahr 1724 geschaffen, sie zeigen in typologischer Gegenüberstellung Darstellungen aus dem Leben Christi und dem Alten Testament.

## Ausstattung
Der hölzerne Hochaltar stammt aus dem Jahr 1694, in der Mitte befindet sich zwischen kannelierten Säulen ein Gemälde mit der Darstellung Christi am Ölberg; darüber ist ein gesprengter Giebel mit Gloriole angeordnet, das Ganze wurde 1884 restauriert.
Die hölzerne Kanzel wurde 1796 vom Ratstischler Schlaf aus Zittau geschaffen, der Schalldeckel ist mit einem Kruzifix geschmückt; das Werk wurde ebenfalls 1884 restauriert. Die Taufe auf einem gusseisernen Gestell stammt aus dem Jahr 1811. Pastorenbildnisse vom Ende des 17. und aus dem 18. Jahrhundert sind im Schiff angebracht.
Die Orgel ist ein Werk von Andreas Schuster & Sohn aus dem Jahr 1900 mit 13 Registern auf zwei Manualen und Pedal, das Gehäuse wurde dem barocken von 1728 nachempfunden.
Auf dem Friedhof sind Grabdenkmäler des 18. und des 19. Jahrhunderts erhalten.